# Sección de humor (Showmatch)
Sección de humor fue un segmento estelar de humor del polémico programa argentino Showmatch, continuación del recordado programa de humor Videomatch, para recordar los mejores momentos de este último, fue producido por Ideas del Sur, y más tarde, por LaFlia Contenidos en 2019 y 2021; emitido por El Trece y producido y conducido por Marcelo Tinelli. 
Esta sección fue parte fundamental en las dos temporadas de aniversario de este programa y, de una edición estelar en su última y polémica temporada en 2021, en compañía del elenco que participó en el recordado programa Videomatch.

## Temporadas

### 2009

#### Obertura
El programa lució una increíble ambiciosa apertura de 8 minutos, una puesta en escena que simuló algunos pasajes de la exitosa serie estadounidense Lost. Para el cortometraje se contó con la participación de los directores de programación de la cadena, Adrián Suar y Pablo Codevilla, quienes se enteran de que el avión que trasladaba al elenco del programa se estrelló en una playa. 
La siguiente escena muestra a un Marcelo Tinelli despertando en medio de una selva, un tanto confundido como consecuencia del accidente. Al levantarse, revisa los bolsillos del saco que traía puesto y encuentra el micrófono verde que solía utilizar en Videomatch y un alfajor (que hacía alusión a las veces que comió alfajores en un solo bocado mostrando en televisión). 
Marcelo comienza a caminar por la selva hasta llegar a una playa. Allí, no sólo se encuentra con el avión estrellado, sino que además ve a los actores de Videomatch, con quienes años atrás había logrado sacarle más de una sonrisa al público argentino. Luego de acercarse al avión, intenta sintonizar el radar de la cabina, pero solo logra dar con una radio en la que suena la canción «Twist and shout», de The Beatles, la clásica cortina musical del programa, que desata una gran fiesta en la playa.[cita requerida]

#### Inicio de su primer programa
El programa comenzó con imágenes de un acto del entonces presidente de los Estados Unidos, Barack Obama quien le dio la bienvenida al conductor del programa. 
La apertura del programa presentó un show de baile de 10 minutos de duración que comprometió a 353 bailarines. Todos los protagonistas fueron artistas con trayectoria en comedias musicales, que fueron acompañados por reconocidos cantantes, el grupo acrobático Los Winters, y los bailarines Valeria Archimó y Hernán Piquín. El show abrió con una versión jazz de «Twist and Shout», tema central del programa.
Luego, Marcelo y el elenco de los actores del recordado programa Videomatch entran al estudio con la versión de esta canción de fondo y muchos aplausos del público, esta vez, interpretado por la banda The Beats, luego presentaron los primeros sketches como "Los Tangueros" y los "Tack See Boys", esta vez con invitados como el cantante Cacho Castaña, la modelo Evangelina Anderson y el exfutbolista Martín Demichelis.
Después, Marcelo, junto con Adrián Suar protagonizaron una nueva sitcom para el programa, Un día en la vida, es vida, junto al actor Guillermo Francella. Luego, el comediante Antonio Gasalla interpretó a una maquilladora del canal y bromeó con Marcelo, repasando los cambios que el conductor tuvo en su vida durante sus vacaciones antes del estreno de este programa.
Finalmente, hubo un musical de aniversario con la canción del cantautor Fito Páez, «Y dale alegría a mi corazón», a cargo del imitador Martín Bossi, quien imita al cantautor; acompañado de otros cantantes y grupos como Los Nocheros, Adrián Otero, Raúl Lavié, Sergio Denis, La Mona Jiménez, El Chaqueño Palavecino, Patricia Sosa y Valeria Lynch, con las fotos de los programas Videomatch y Showmatch a lo largo de sus 20 años del estreno del primero y 5 años del estreno del segundo.

### 2019
La sección de humor de este programa, nuevamente se dio a conocer, esta vez, en la temporada aniversario del programa por los 30 años del estreno de Videomatch y 15 de Showmatch. En el emotivo y conmovedor estreno del programa, los primeros sketches fueron "Los Tack See Boys" (junto con la actriz María Eugenia "China" Suárez), "El Insoportable" (junto con Wanda Nara), "Grandes poesías de pequeños autores" (junto con Adrián Suar y Pablo Codevilla) y una entrevista inédita que hizo Diego Korol al futbolista Lionel Messi. 
Luego, el día 27 de mayo de 2019, hubo un especial completo de humor recordando sketches emblemáticos de Videomatch, Marcelo y el elenco del recordado programa entran al estudio con felicidad y euforia. El primer sketch fue el sketch musical "Los Tangueros" junto con la modelo, actriz y empresaria Guillermina Valdés, luego fue el turno de "Los Raporteros", esta vez, lo hacen las actrices Griselda Siciliani y Florencia Peña, pasando por la Cámara Indiscreta de "El Indeciso" con Freddy Villarreal, luego, la participación en el estudio del personaje interpretado por Sebastián Almada, "El Maestrulli" (parodia al músico del programa de Susana Giménez); pasando por el sketch "Deportes en el recuerdo", a cargo de Pachu Peña y Pablo Granados, esta vez, como parodia a cómo fueron los cambios de Argentina desde el día de su independencia en mayo de 1810 hasta el día de hoy estilo Volver al Futuro para pasar con las imitaciones a los políticos y entonces candidatos a la presidencia Cristina y Alberto Fernández; después, Pachu y Pablo vuelven al programa, esta vez, con el sketch "Grandes poesías" junto con la presentadora Mariana Fabbiani, pasando por el sketch musical "Navajo", donde José María Listorti comparte escenas con la cantante Karina "La Princesita" y finalmente, el propio Pablo Granados nuevamente se hizo presente, esta vez, con un polémico sketch-entrevista a Tinelli. 
Finalmente, el especial de humor de Showmatch finaliza con la memorable sección de Videomatch, "El Show del Chiste", donde actores cuentan sus chistes para finalizar de la mejor gana el programa estelar.

### 2021
Luego del éxito de los dos especiales de humor en 2019, en medio de la noticia mundial sobre la pandemia de coronavirus y luego de los rumores sobre su supuesto contagio a esta enfermedad, en 2020, Marcelo convocó en su cuenta oficial de Instagram a los cibernautas para hablar con ellos y proponer otro especial de humor en su programa, esa idea quedó acertada y reunió con el elenco de Videomatch para hacer esta edición estelar de humor. Inicialmente, sería transmitido por la red social del presentador, pero, los ejecutivos de El Trece le pidieron que también sería transmitido por televisión por el 60° aniversario del canal, esa idea no se concretó, ya que los humoristas Freddy Villarreal y José María Listorti se contagiaron de Coronavirus y la edición estelar fue cancelada. 
En 2021, se retomó la idea, esta vez, para los días viernes, ya que de lunes a jueves se transmitiría la polémica sección de talentos mixtos Showmatch: La Academia. Marcelo se sentaría en su clásico escritorio como lo ha hecho en Videomatch y además, realizarían recordados sketches como "Los tangueros", "Grandes poesías de pequeños autores", "Los Jaimitos", Cámaras Indiscretas, "Los Tack See Boys" y "El Show de Chiste", etc., además, su hija, la cantante y diseñadora Lelé también participó en uno de ellos.  
Además, haría la nueva versión del reality-parodia Gran Cuñado, esta vez, como parodia al reality show de cocina MasterChef, bajo el nombre de Politichef, donde imitadores a políticos participan en este reality preparando comidas como aprendices de cocineros. 
El especial de humor de esta polémica temporada dejó de emitir el día 26 de julio por razones de costo que vivió la productora, y el humorista Diego Pérez explicó las razones en una entrevista. Por otra parte, el último capítulo de la última y polémica temporada 2021 de Showmatch fue emitido por última vez el día 10 de diciembre de ese año, después de casi 16 años de emisión y 15 temporadas. 
Un año después, Marcelo Tinelli abandonó El Trece luego de permanecer 17 años allí, ya que su última aparición fue el 22 de diciembre en plena Gran Final de un programa de canto emitido allí en dónde fue su presentador y productor.
Humoristas e invitados
- Marcela Feudale
- Gladys Florimonte
- Pablo Granados
- Pachu Peña
- Diego Korol
- José María Listorti
- Anita Martínez
- Freddy Villarreal
- Sebastián Almada
- Martín Campi Campilongo
- José Carlos Yayo Guridi
- Karina "La Princesita"
- Diego Pérez
- Naím El Turco Sibara
- Pichu Straneo
- Álvaro Navia
- Martín Bossi
- Fátima Flórez
- Jorge Fossetti
- Mariano Iúdica
- Roberto Peña
- Larry De Clay (Raúl Biaggioni)
- Peter Alfonso
- Daniel Bifulco
- Walter Chino D’Ángelo
- Cacho Garay
- Juampi González
- Jorge Carna Crivelli
- Flavio Hijitus Gastaldi
- Sergio Gonal
- Mauricio Jortack
- Iván Martínez
- Fernando Ramírez
- Milton Ré
- Rodrigo Vagoneta

## Invitados
Durante el transcurso de los especiales de humor de Showmatch, hubo grandes invitados para compartir con el elenco del recordado programa Videomatch en varios sketches y varias cámaras indiscretas. 
- Adrián Suar
- Pablo Codevilla
- Cacho Castaña
- Evangelina Anderson
- Martín Demichelis
- Guillermo Francella
- Antonio Gasalla
- Gonzalo Bergessio
- La "Tota" Santillán
- Amalia Granata
- Angie Jibaja
- Jacobo Winograd
- Guido Suller y su hijo
- David Nalbandián
- Soledad
- Mariano Iúdica
- María Eugenia "China" Suárez
- Wanda Nara
- Lionel Messi
- Guillermina Valdés
- Griselda Siciliani
- Florencia Peña
- Mariana Fabbiani
- Karina "La Princesita"
- Moria Casán
- Carlos Tévez
- Martín Baclini
- Panelistas de LAM (Los ángeles de la mañana)
- Pedro "Peter" Alfonso
- Lizardo Ponce
- Diego Leuco
- Patricia Sosa
- Rodrigo Noya
- Sandra Mihanovich
- El Polaco (Ezequiel Cwirkaluk)
- Ángela Leiva
- Brian Lanzelotta
- Jimena Barón (J Mena)
- Aníbal Pachano
- Patricio Arellano
- Luciana Geuna
- Nito Artaza
- Gustavo "Cucho" Parisi (Los Auténticos Decadentes)
- Agustín "Cachete" Sierra
- Mario Guerci
- Dady Brieva
- Darío Barassi
- Jorge Lanata
- Lelé